# Cratere Zethus
Zethus è un cratere sulla superficie di Tebe.